# Więcki (gromada)
Więcki – dawna gromada, czyli najmniejsza jednostka podziału terytorialnego Polskiej Rzeczypospolitej Ludowej w latach 1954–1972.
Gromady, z gromadzkimi radami narodowymi (GRN) jako organami władzy najniższego stopnia na wsi, funkcjonowały od reformy reorganizującej administrację wiejską przeprowadzonej jesienią 1954 do momentu ich zniesienia z dniem 1 stycznia 1973, tym samym wypierając organizację gminną w latach 1954–1972.
Gromadę Więcki z siedzibą GRN w Więckach utworzono – jako jedną z 8759 gromad na obszarze Polski – w powiecie kłobuckim w woj. stalinogrodzkim, na mocy uchwały nr 19/54 WRN w Stalinogrodzie z dnia 5 października 1954. W skład jednostki weszły obszary dotychczasowych gromad Płaczki i Więcki wraz z wsią Annolesie z dotychczasowej gromady Marianów i gajówką Popów z dotychczasowej gromady Wąsosz Górny ze zniesionej gminy Wąsosz Górny oraz obszar dotychczasowej gromady Dąbrowa ze zniesionej gminy Popów w tymże powiecie. Dla gromady ustalono 12 członków gromadzkiej rady narodowej.
20 grudnia 1956 województwo stalinogrodzkie przemianowano (z powrotem) na katowickie.
31 grudnia 1961 gromadę zniesiono, a jej obszar włączono do gromad Wąsosz Górny (wsie Więcki, Płaczki i Annolesie) i Popów (wieś Dąbrowa z przysiółkami Smolarze i Wrzosy) w tymże powiecie.